# ヘラクレスとオンファレ (クラナッハ)
『ヘラクレスとオンファレ』（仏: Hercule à la cour d'Omphale、英: Hercules and Omphale）は、ドイツ・ルネサンス期の画家ルーカス・クラナッハ (父) が1537年にブナ板上に油彩で制作した絵画である。画面上部中央に、画家の署名代わりである翼のあるヘビの紋章と「1537」という年記が見える。クラナッハは、ギリシア神話の英雄ヘラクレスとリュディアの女王オンファレの主題で何点か描いているが、本作は描写の入念さや色彩の扱いの点で傑出している。作品は、トゥールーズにあるバンベール財団に所蔵されている。

## 作品
英雄ヘラクレスは、リュディアの女王オンファレと恋仲になり、彼女の宮廷に3年間仕えたという。クラナッハは1529年以降、この主題を多少の変化を入れながら繰り返し描いた。いずれの作品でも、ヘラクレスはオンファレに仕える侍女たちの魅力に負けて、彼女たちにされるがままになっている。本作で、ヘラクレスは3人の侍女に囲まれ、糸巻き棒を手渡されて、女性用の頭巾まで被せられている。
この作品が表しているのは「女の力」であり、それに対する道徳的な警告が二重に示されている。1つは画面上部中央に記されたラテン語の詩によってであり、もう1つは絵画そのものによってである。ヘラクレスの侍女たちへの態度に加え、画面右端にいる女性は鑑賞者に語りかけるような視線を送っており、彼女自身も鑑賞者を誘惑しているかのようである。画面上部左側に吊るされた死んだヤマウズラは、クラナッハの同主題のほぼどの作品にも共通するモティーフであるが、おそらく肉欲の結果として訪れるヘラクレスの命運を象徴する。ちなみに、暗色を基調にした横長の画面形式は北イタリアの絵画、とりわけヴェネツィア派の影響を示しており、不貞を働く女性たちを描く際にクラナッハが頻繁に用いたものである。
宗教改革を起こしたマルティン・ルターは、クラナッハの手掛けた『ヘラクレスとオンファレ』の作品の1つを見た可能性が高い。彼は、1533年にヨハン・フリードリヒ寛大公がザクセン選帝侯の座に就いた時、ヨハンへの説教でヘラクレスの常軌を逸した振る舞いを引き合いに出し、新たな君主に注意を促している。
なお、本作の仕上げには、画家の息子であるルーカス・クラナッハ (子) も関与していると見られる。陶磁器のような肌色や光沢感のある描写は、彼の絵画に特徴的なものである。

## 同主題作

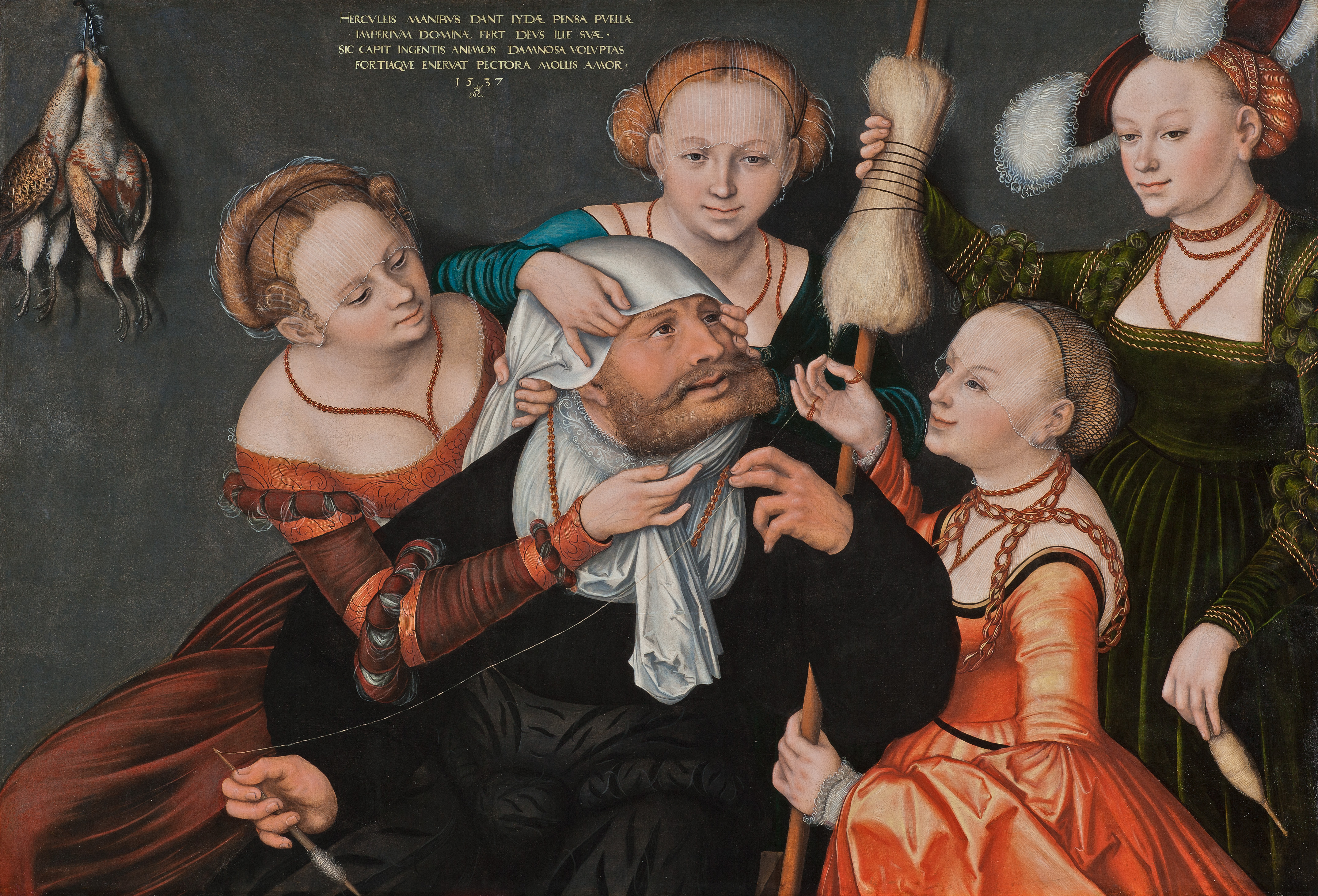
アントン・ウルリッヒ公爵美術館、ブラウンシュヴァイク
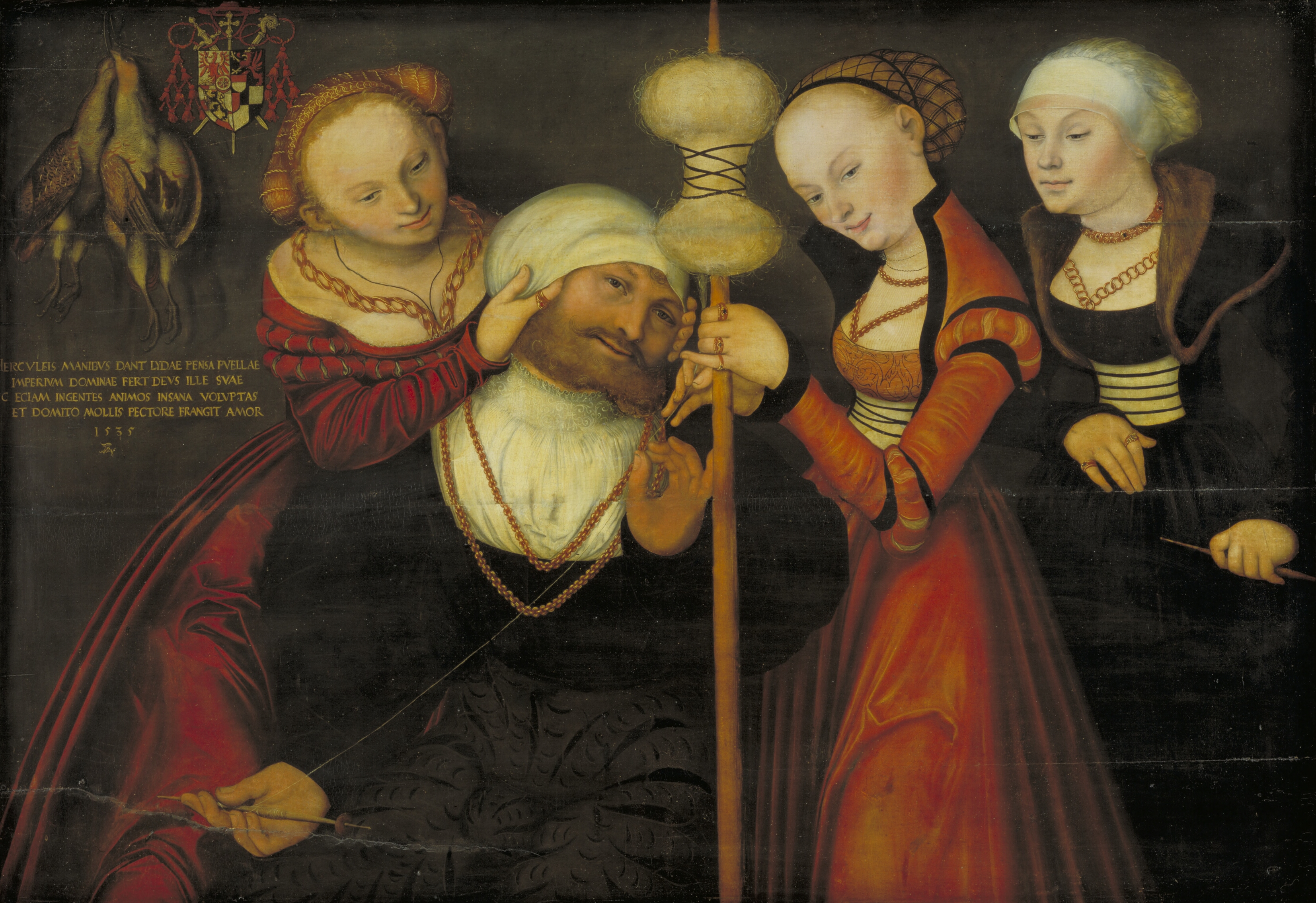
コペンハーゲン国立美術館
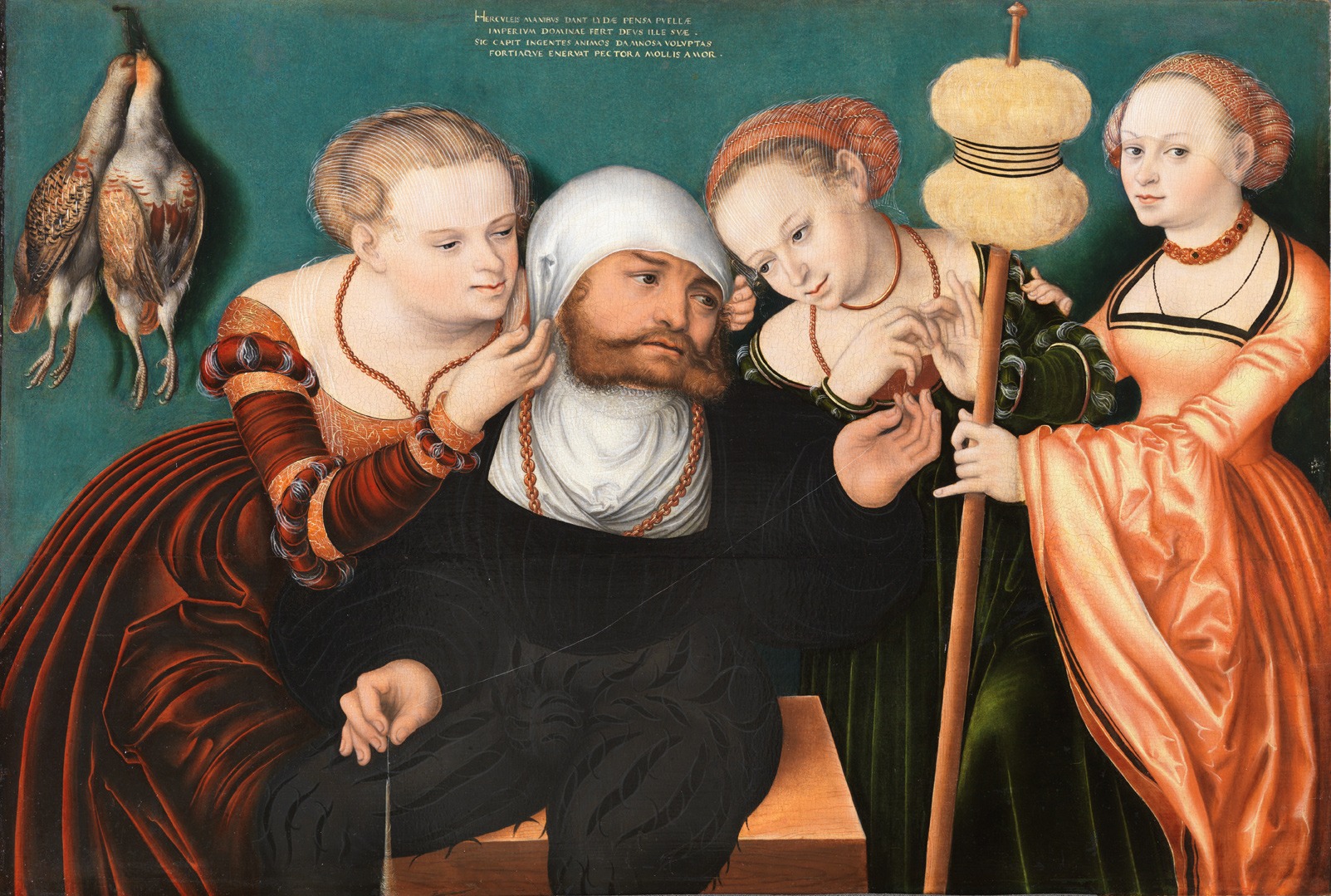
ティッセン＝ボルネミッサ美術館、マドリード
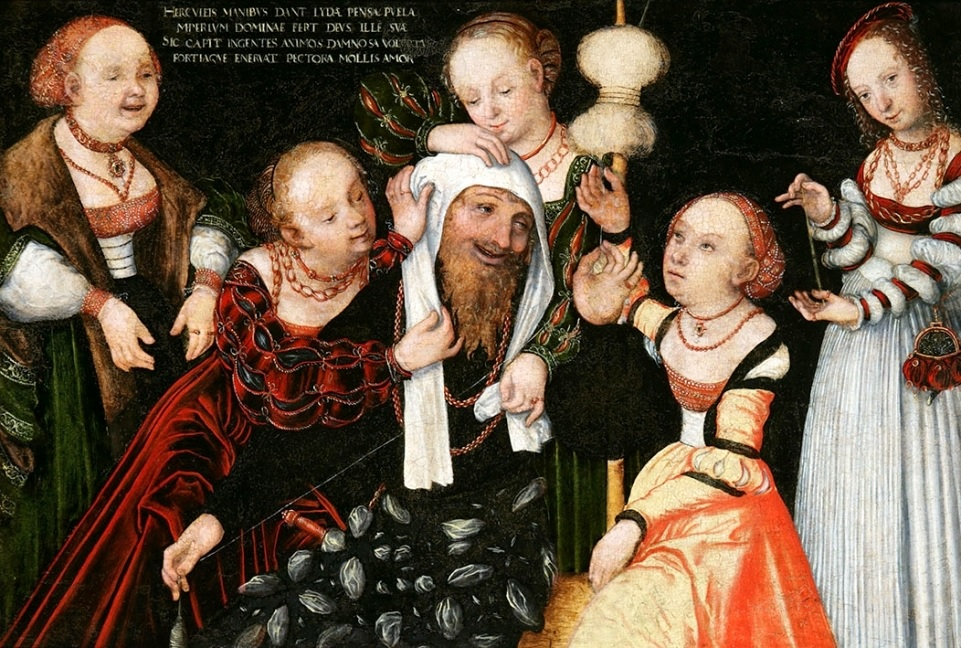
ポズナン国立美術館（英語版）、ポズナン
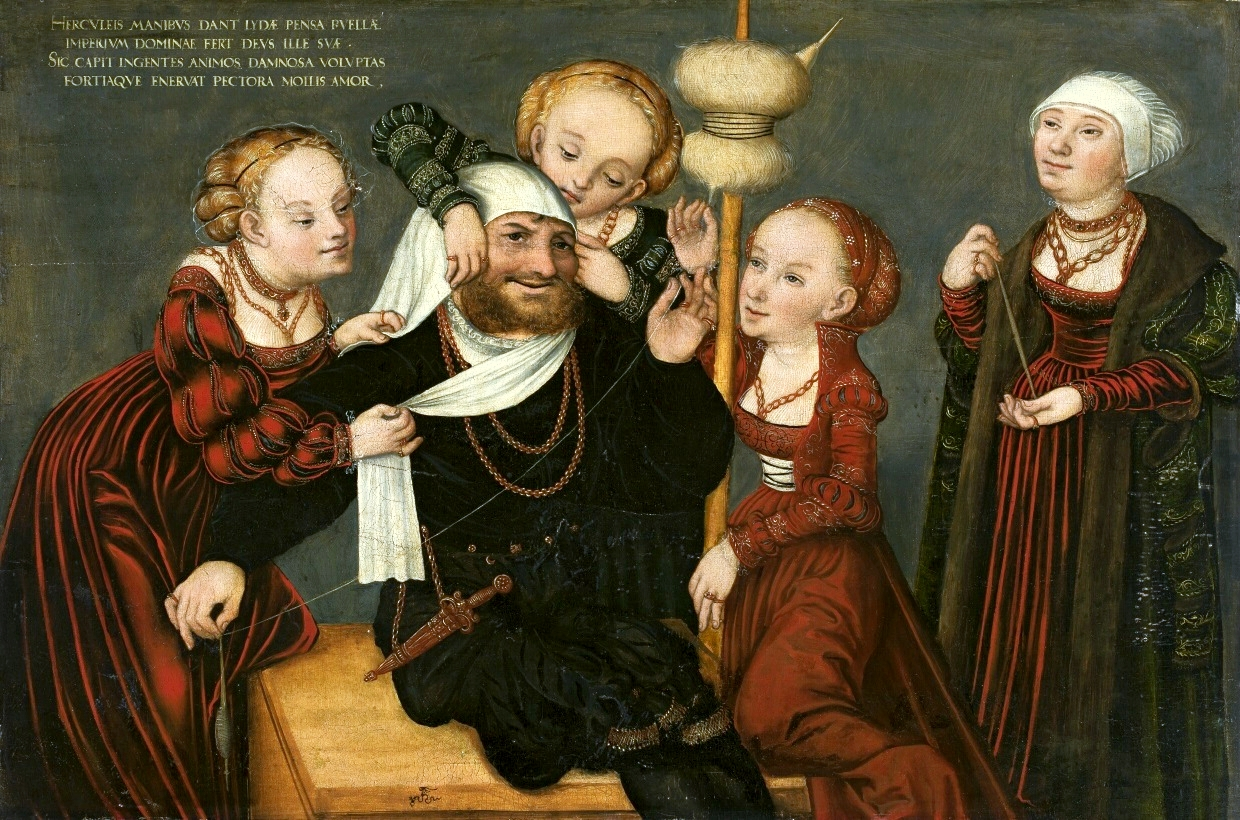
ワルシャワ国立美術館
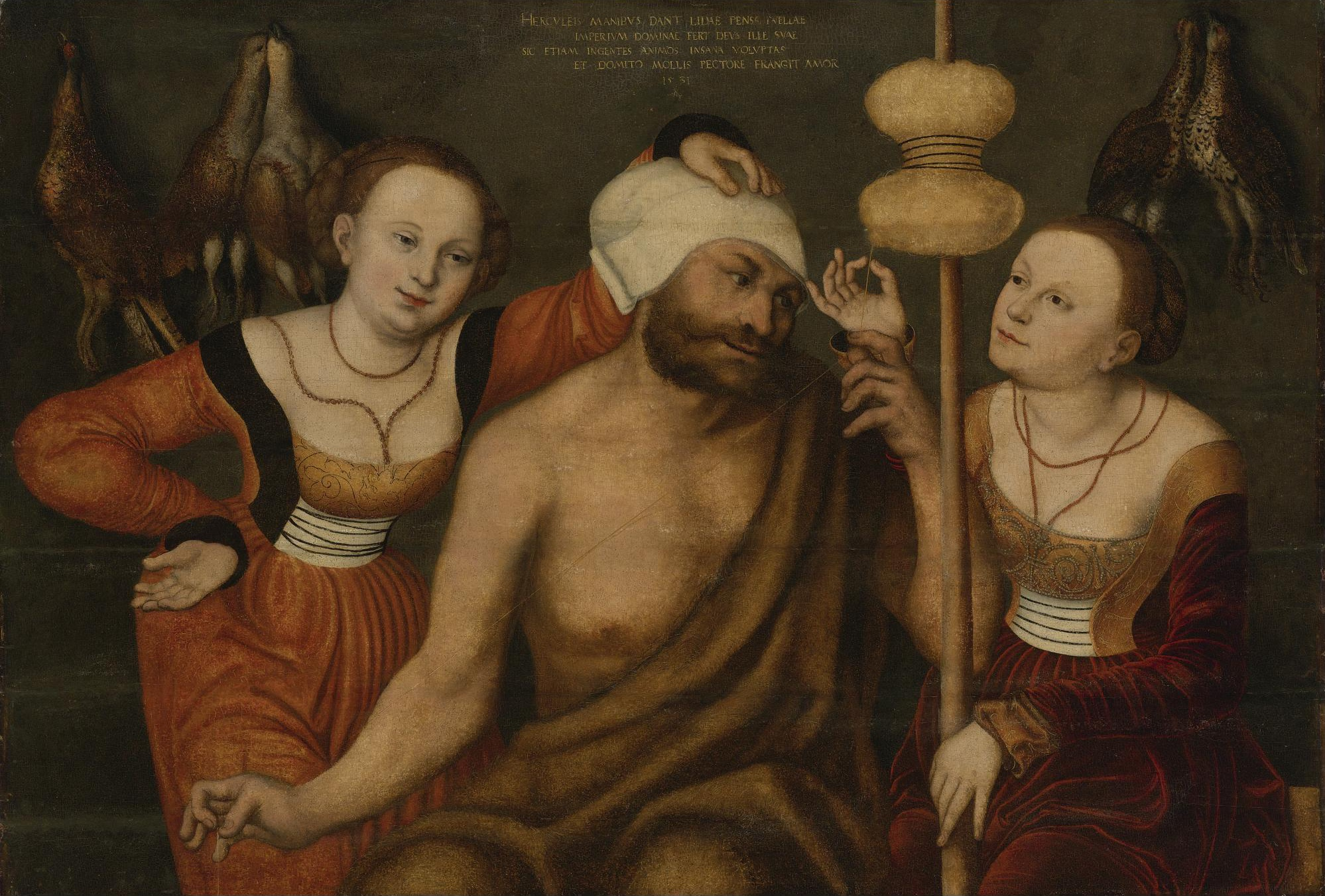
個人蔵